# Saint-Pantaléon (Lot)
Saint-Pantaléon ist eine Ortschaft und eine Commune déléguée in der französischen Gemeinde Barguelonne-en-Quercy mit 285 Einwohnern (Stand 1. Januar 2022) im Département Lot in der Region Okzitanien. Der Ort gehörte zum Arrondissement Cahors und zum Kanton Luzech.
Der Erlass vom 28. September 2018 legte mit Wirkung zum 1. Januar 2019 die Eingliederung von Saint-Pantaléon als Commune déléguée zusammen mit den früheren Gemeinden Saint-Daunès und Bagat-en-Quercy zur Commune nouvelle Barguelonne-en-Quercy fest. Der Verwaltungssitz befindet sich in Saint-Daunès.
Die Einwohner werden Saint-Pantaléoniens und Saint-Pantaléoniennes genannt.

## Geographie
Saint-Pantaléon liegt circa 17 km südwestlich von Cahors im Gebiet Quercy Blanc der historischen Provinz Quercy am südwestlichen Rand des Départements.
Umgeben wird Saint-Pantaléon von vier Nachbargemeinden und zwei Communes déléguées von Barguelonne-en-Quercy:
| Bagat-en-Quercy (Barguelonne-en-Quercy) | Villesèque                                  |       |
| Saint-Daunès (Barguelonne-en-Quercy)    | Kompassrose, die auf Nachbargemeinden zeigt | Cézac |
| Montcuq-en-Quercy-Blanc                 | Lendou-en-Quercy                            |       |

## Einwohnerentwicklung
Die Einwohnerzahl stieg zu Beginn des 19. Jahrhunderts auf einen Höchststand von rund 855. In der Folgezeit sank die Größe der Gemeinde bei kurzen Erholungsphasen bis zu den 1970er Jahren auf rund 135 Einwohner, bevor eine Phase mit moderatem Wachstum einsetzte, die bis heute anhält.

## Sehenswürdigkeiten

### Pfarrkirche Saint-Pantaléon
Der erste Bauabschnitt, das aus dem Ende des 12. oder des Beginns des 13. Jahrhunderts datiert. scheint nur das Joch des Chors. Die Apsis hingegen scheint neu gebaut worden zu sein. Die bildhauerische Verzierung und die Architektur der südlichen Seitenkapelle erlaubt die Datierung auf die letzten Jahrzehnte des 13. Jahrhunderts. Der Grundriss zeigte von nun an ein Transept mit Armen unterschiedlicher Größe und ein einschiffiges Langhaus. Das südlich gelegene Eingangsportal zeugt von Arbeiten nach dem Hundertjährigen Krieg, in der zweiten Hälfte des 15. Jahrhunderts. Eine Glocke ist im Jahre 1470 in Cahors entstanden in der Werkstatt des Gießers Pierre Rahard aus Aurillac. Das Datum der Verdoppelung des Langhauses durch Vergrößerung des Transepts ist unbekannt. Umfangreiche Arbeiten wurden gegen 1886 durchgeführt, bei denen unter anderem die Gewölbe der beiden Kirchenschiffe gearbeitet wurden.
Der Glockenturm ist das markante Element der Kirche. Er erhebt sich auf der Ostseite auf dem Joch des Chors und zeigt zwei Reihen von rundbogen- oder spitzbogenförmigen Fensteröffnungen. Die oberste, mit Zinnen bewehrte Ebene ist nachweislich erst nachträglich hinzugefügt worden. An der polygonalen Apsis sind Ansätze für einen Bogen und möglicherweise Reste des ursprünglichen Baus zu erkennen. An den Außenwänden lässt sich an den verbauten Werksteinen erkennen, welcher Teil zu den älteren gehört, insbesondere beim ursprünglichen Ausbau des nördlichen Arms des Querschiffs. Das nach Süden offene Eingangsportal zeigt typische Merkmale des 15. Jahrhunderts mit seinem Kielbogenfries und seiner gekreuztem Stabdekor. Es ersetzte ein früheres Portal, von dem links nur der Rest eines Gewändes übrig geblieben ist. Das rundbogenförmige Eingangsportal auf der Nordseite ist dagegen modern mit einer Wulst auf den Ecken. Das Erscheinungsbild im Kircheninneren reflektiert die gemischten architektonischen Merkmale im Äußeren. Der Triumphbogen resultiert aus einer Baumaßnahme, die möglicherweise durch den Glockenturm notwendig wurde. Das Joch des Chors ist mit einem Tonnengewölbe ausgestattet und hat die Wölbungen seiner beiden Fenster erhalten. Die Wölbung des nördlichen Fensters zeigt hierbei Girlanden von Segmenten einer Wulst. Der südliche Arm des Querschiff ist der am wenigsten veränderte Teil. Er ist mit einem Kreuzrippengewölbe ausgestattet, dessen Querbögen auf kleine Kämpfer und die Diagonalbögen auf bildhauerische gestalteten Kapitelle fallen. Der Schlussstein trägt ein Wappen. Die Überbleibsel vom nördlichen Arm des Querschiffs lassen erahnen, dass er ähnliche Architektur und Verzierungen zeigte.
Die Kirche ist seit dem 9. Oktober 1925 als Monument historique eingeschrieben.

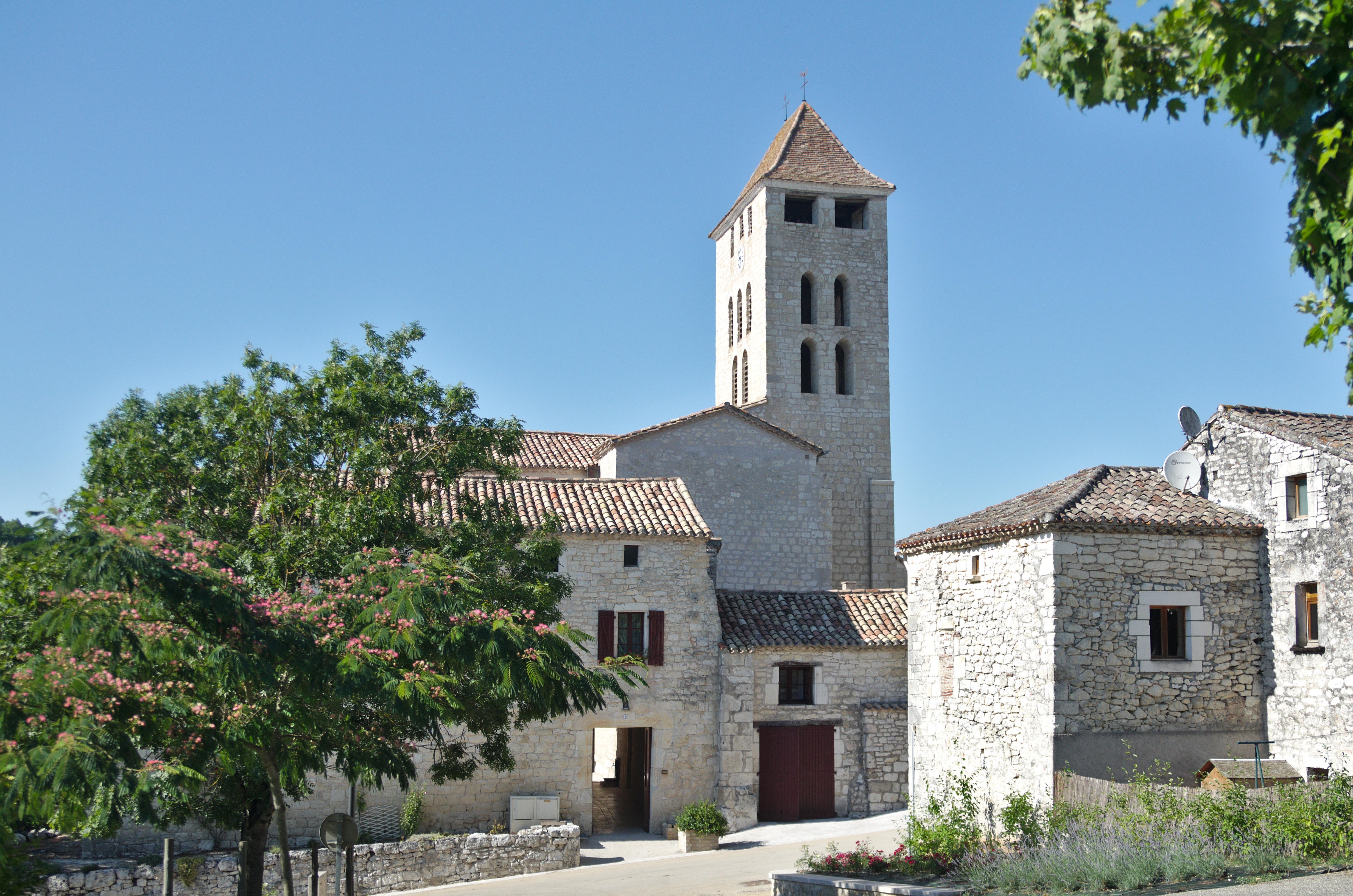
Pfarrkirche Saint-Pantaléon
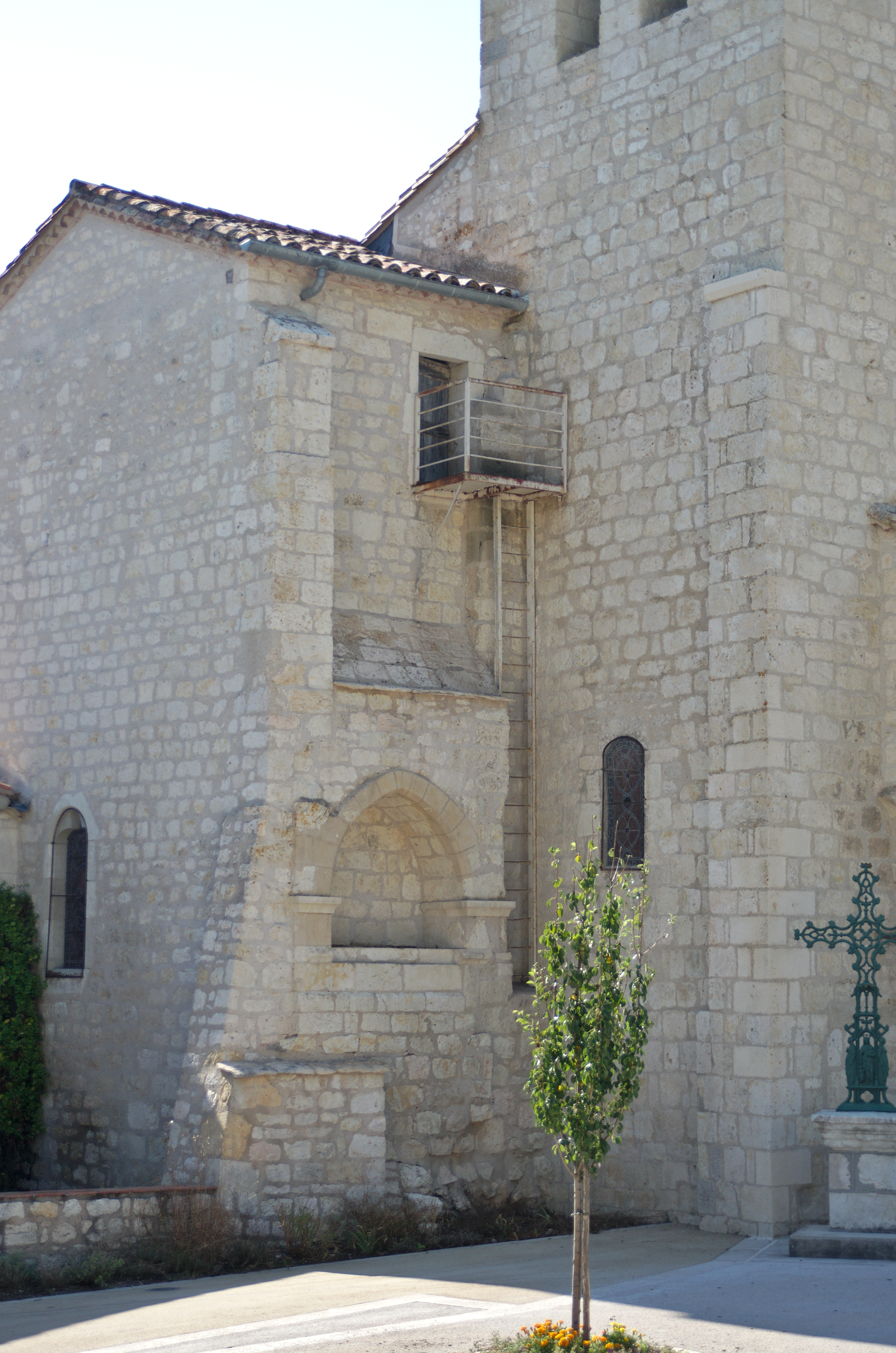
Südlicher Arm des Querschiffs
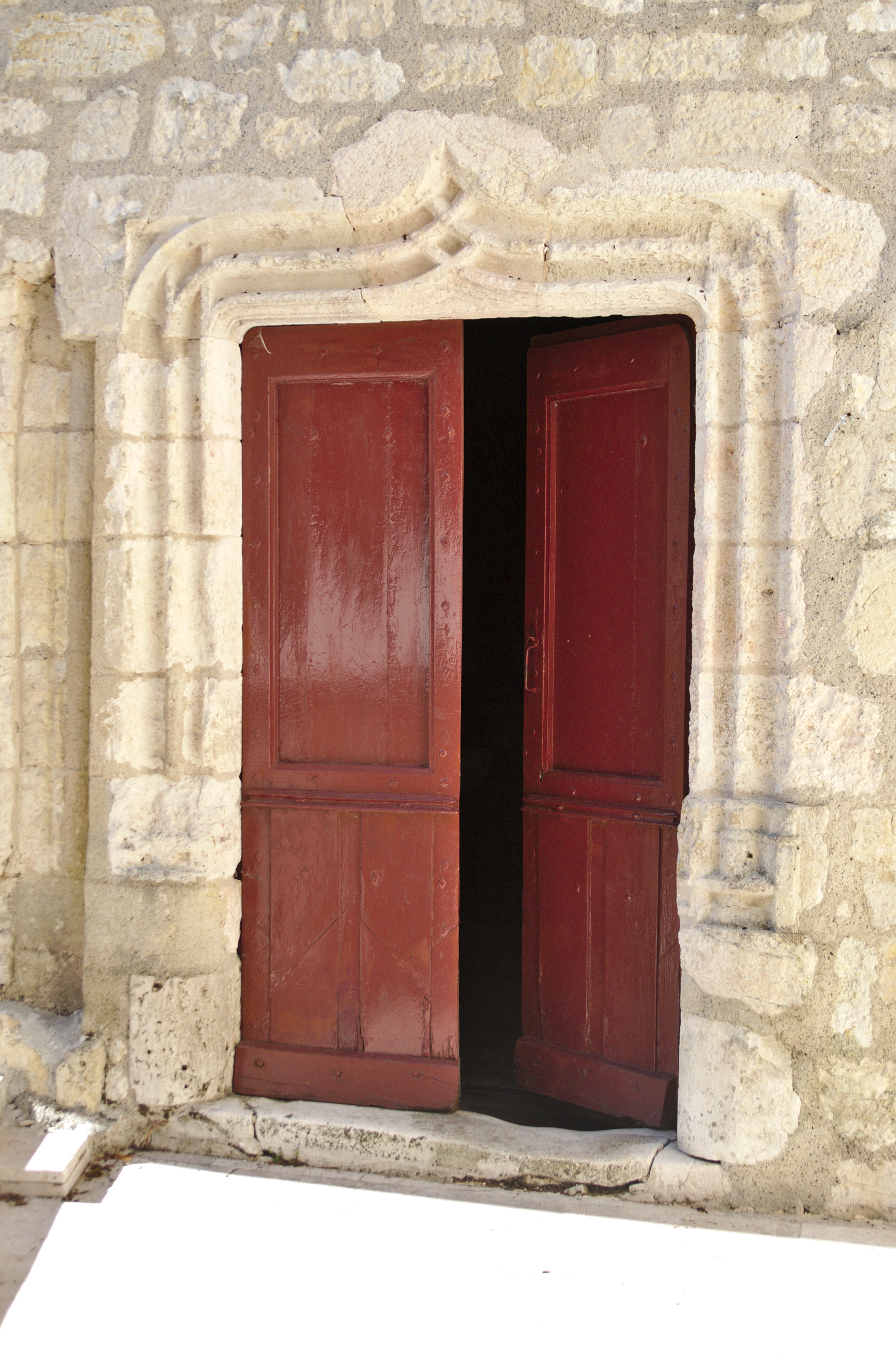
Südliches Eingangsportal
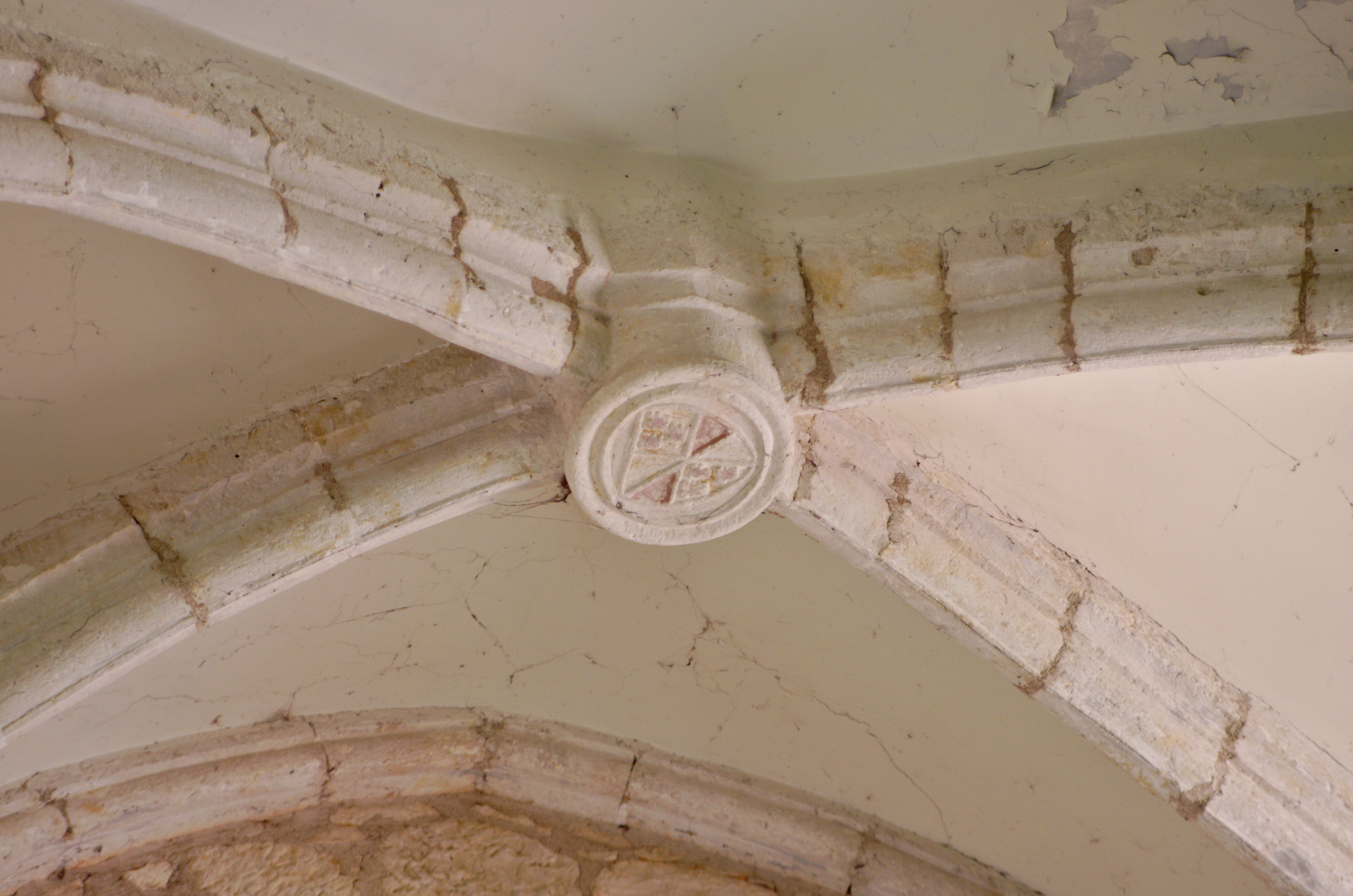
Kreuzrippengewölbe mit Schlussstein
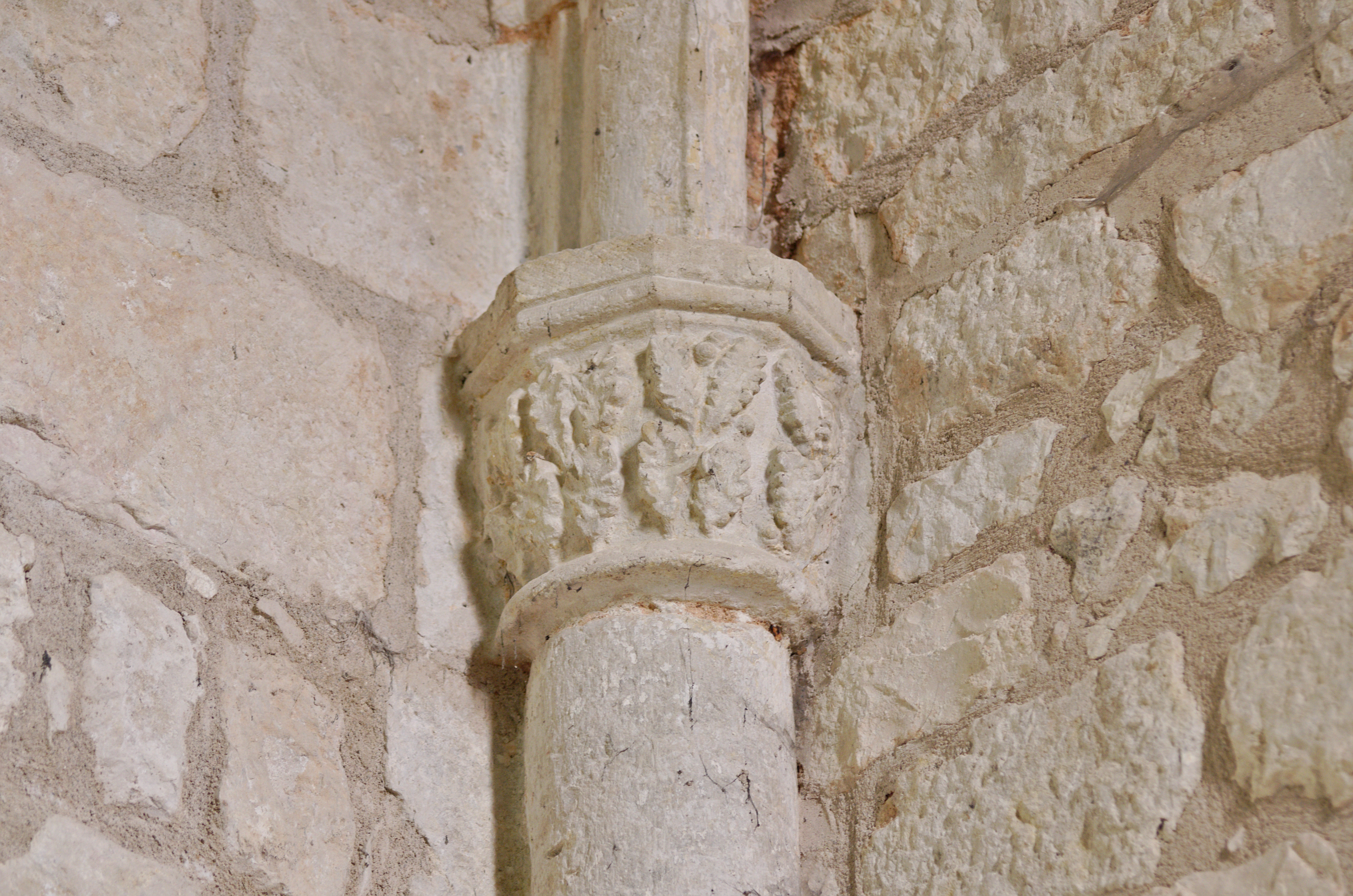
Verziertes Kapitell
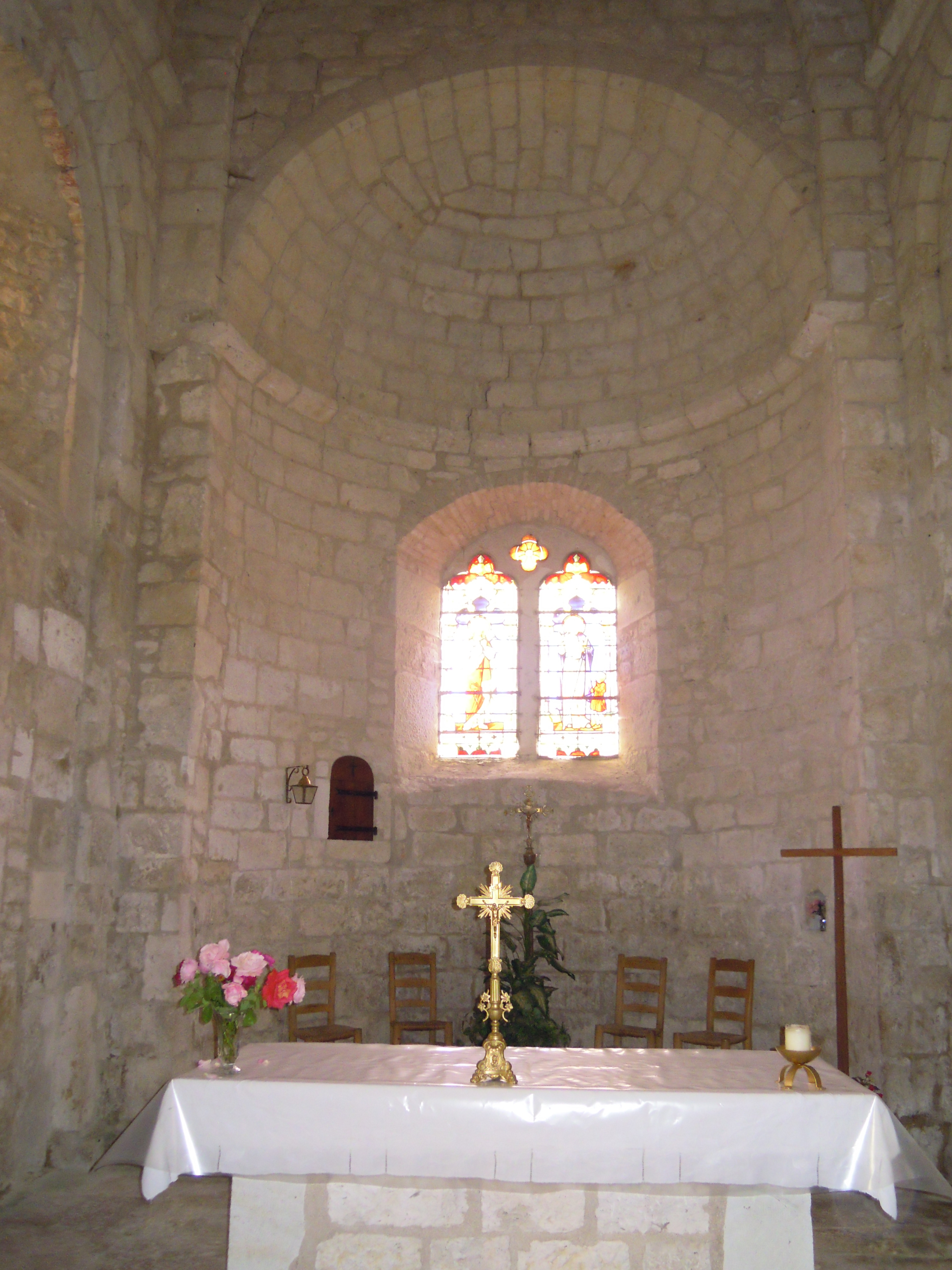
Altarraum

### Pfarrkirche Saint-Martial
Die Pfarrgemeinde Saint-Martial war eine Zweiggemeinde von Saint-Pantaléon. Die ältesten architektonischen Elemente der relativ kleinen Kirche stammen aus dem Ende des 12. oder dem Beginn des 13. Jahrhunderts. Eine Verfügung aus dem Jahre 1703 zugunsten von Gabriel de Testas de Folmont belegt, dass dieser am Ende des 17. Jahrhunderts die Kapelle wieder aufbauen ließ, die zuvor mehrere Jahrhunderte lang in Ruinen gestanden hatte. Das Eingangsportal könnte aus dieser Zeit stammen. Eine Gravierung an der Stufe zum Altar zeigt die Jahreszahl „1747“. Die oberste Ebene des Glockenturms ist nicht vor dem 19. Jahrhundert gebaut worden. Die Kirche ist mit Werksteinen errichtet. Ihr Gewölbe ist das ursprüngliche mit einem Kesselgewölbe und einem Tonnengewölbe im Chor und einem zugespitzten Tonnengewölbe ohne Gurtbogen über dem Kirchenschiff, von dem Reste von Kämpfern und Bogenansätzen an den Seitenwänden zu erkennen sind. Die Wandöffnung eines früheren Portals an der Südseite ist heute außen durch einen Strebepfeiler verdeckt. Der heutige Eingang mit einem Okulus befindet sich am Fuß des Glockenturms auf der Westseite. Ein einzelner Kragstein und ein in das Gewölbe eingelassener Stein im geraden Joch des Chors sind mit einem menschlichen Kopf verziert.